# Little Butterfly
Little Butterfly (リトル・バタフライ?, Ritoru Batafurai) è un manga di genere yaoi scritto ed illustrato da Hinako Takanaga. L'opera è stata serializzata tra il 2001 e il 2003 da Ōtō Shobō sulla rivista Gust e in seguito raccolta in tre volumi tankōbon.

## Trama
Quando Kojima, allegro studente di scuola media, decide di fare amicizia col solitario Nakahara, viene a sapere che questi si trova praticamente senza famiglia: infatti il padre è lontano mentre la madre è mentalmente instabile. 
I due ragazzini concludono che i sentimenti romantici che provano l'uno nei confronti dell'altro sono buoni e positivi, quindi si dichiarano reciprocamente. Nakahara si applica molto a scuola così da poter ricevere una borsa di studio: il suo desiderio è andare in un college lontano, per sfuggire alla sua insostenibile condizione familiare.
Kojima, pur avendo dei voti decisamente inferiori rispetto a quelli dell'amico, incomincia a sua volta ad applicarsi al massimo per poter esser ammesso alla stessa scuola in cui vuole andare Nakahara, e continuare così a stare assieme. Nakahara aiuta nello studio Kojima, finendo anzi per restare a vivere per un po' a casa sua; in questo modo il loro rapporto diventa pian piano sempre più fisico. 